# Abelprisen
Abelprisen er en norsk international matematisk pris, der uddeles en gang om året af Det Norske Videnskaps-Akademi til forskere, som i løbet af deres karriere har bidraget på et helt ekstraordinært højt niveau til matematikkens udvikling. 
Prisen er på seks millioner norske kroner og overrækkes af en repræsentant for det norske kongehus ved en storslået ceremoni.

## Oprettelse af prisen
Den 23. august 2001, meddelte den daværende statsminister Jens Stoltenberg  under en tale på Blindern (Oslo Universitet), at den norske regering ville oprette en Abel-fond på på 200 millioner norske kroner.
Den årlige tildeling, anno 2014, er sat til seks millioner norske kroner.
Prisen blev oprettet i forbindelse med 200-års-jubilæet for fødslen af den berømte norske matematiker Niels Henrik Abel (1802-1829) og blev uddelt første gang i 2003.

## Modtagere
| År   | Vinder(e)                          | Nationalitet                    | Institution                                                       | Begrundelse | Ref    |
| ---- | ---------------------------------- | ------------------------------- | ----------------------------------------------------------------- | --- | ------ |
| 2003 | Jean-Pierre Serre                  | Fransk                          | Collège de France                                                 | "for playing a key role in shaping the modern form of many parts of mathematics, including topology, algebraic geometry and number theory" "for at spille en vigtig rolle i at give mange dele af matematikken en moderne form, blandt andet topologi, algebraisk geometri og talteori." | [ 1 ]  |
| 2004 | Michael Atiyah; Isadore Singer     | Britisk; Amerikansk             | University of Edinburgh; Massachusetts Institute of Technology    | "for their discovery and proof of the index theorem, bringing together topology, geometry and analysis, and their outstanding role in building new bridges between mathematics and theoretical physics" "for at have opdaget og bevist indeksteoremet, som knytter topologi, geometri og analyse til hverandre, og den fremtrædende rolle de har haft når det gælder om at bygge nye broer mellem matematik og teoretisk fysik." | [ 2 ]  |
| 2005 | Peter Lax                          | Amerikansk                      | Courant Institute                                                 | "for his groundbreaking contributions to the theory and application of partial differential equations and to the computation of their solutions" "for hans banebrydende bidrag til teorien om partielle differentialligninger, til anvendelsen af sådanne ligninger og til at beregne løsningene for sådanne ligninger." | [ 3 ]  |
| 2006 | Lennart Carleson                   | Svensk                          | Royal Institute of Technology                                     | "for his profound and seminal contributions to harmonic analysis and the theory of smooth dynamical systems" "for hans dybtgående og nyskabende bidrag til harmonisk analyse og teorien om kontinuerlige dynamiske systemer." | [ 5 ]  |
| 2007 | S. R. Srinivasa Varadhan           | Indisk American                 | Courant Institute                                                 | "for his fundamental contributions to probability theory and in particular for creating a unified theory of large deviation" "for hans grundlæggende bidrag til sandsynlighedsteori og særlig for at have skabt en forenet teori for store deviationer." | [ 7 ]  |
| 2008 | John G. Thompson; Jacques Tits     | Amerikansk; Belgisk Fransk      | University of Florida; Collège de France                          | "for their profound achievements in algebra and in particular for shaping modern group theory" "for deres fremragende præstationer indenfor algebra, og særlig for udformningen af moderne gruppeteori". | [ 9 ]  |
| 2009 | Mikhail Gromov                     | Russisk Fransk                  | Institut des Hautes Études Scientifiques Courant Institute        | "for his revolutionary contributions to geometry" "for hans revolutionerende bidrag til geometrien." | [ 11 ] |
| 2010 | John Tate                          | Amerikansk                      | University of Texas at Austin                                     | "for his vast and lasting impact on the theory of numbers" "for hans store og varige indflydelse på talteorien." | [ 12 ] |
| 2011 | John Milnor                        | Amerikansk                      | Stony Brook University                                            | "for pioneering discoveries in topology, geometry, and algebra" "for banebrydende opdagelser indenfor topologi, geometri og algebra." | [ 14 ] |
| 2012 | Endre Szemerédi                    | Ungarsk Amerikansk              | Alfréd Rényi Institute and Rutgers University                     | "for his fundamental contributions to discrete mathematics and theoretical computer science, and in recognition of the profound and lasting impact of these contributions on additive number theory and ergodic theory" "for hans fundamentale bidrag til diskret matematik og teoretisk informatik, og som anerkendelse for disse bidrags gennemgribende og varige indflydelse på additiv talteori og ergodeteori".             | [ 16 ] |
| 2013 | Pierre Deligne                     | Belgisk                         | Institute for Advanced Study                                      | "for seminal contributions to algebraic geometry and for their transformative impact on number theory, representation theory, and related fields" "for meget betydningsfulde bidrag til algebraisk geometri, og for disse bidrage gennemgribende indflytelse på talteori, representationsteori og relaterede felter" | [ 17 ] |
| 2014 | Yakov Sinai                        | Russisk Amerikansk              | Landau Institute for Theoretical Physics and Princeton University | "for his fundamental contributions to dynamical systems, ergodic theory, and mathematical physics" "for hans væsentlige bidrag til dynamiske systemer, ergodeteori og matematisk fysik" | [ 18 ] |
| 2015 | John F. Nash, Jr.; Louis Nirenberg | Amerikansk; Canadisk/Amerikansk | Princeton University and MIT; Courant Institute                   | "for striking and seminal contributions to the theory of nonlinear partial differential equations and its applications to geometric analysis" «for slående og frugtbare bidrag til teorien for ikke-lineære partielle differentialligninger og deres anvendelser i geometrisk analyse.» |        |
| 2016 | Andrew Wiles                       | Britisk/Amerikansk              | Princeton University ;                                            | "for his stunning proof of Fermat’s Last Theorem by way of the modularity conjecture for semistable elliptic curves, opening a new era in number theory." for hans opsiktsvækkende bevis af Fermats sidste teorem ved hjælp av modularitetsformodningen for semistabile elliptiske kurver, noget som har indledt en helt ny æra indenfor tallteori.                                                                              | [ 19 ] |
| 2017 | Yves Meyer                         | France                          | École normale supérieure Paris-Saclay                             | "For his pivotal role in the development of the mathematical theory of wavelets." "For hans afgørende rolle i udviklingen af den matematiske teori om wavelet." | [ 20 ] |
| 2018 | Robert Langlands                   | Canada / United States          | Institute for Advanced Study                                      | "For his visionary program connecting representation theory to number theory." "For sit visionære program der forbinder repræsentationsteori med talteori." | [ 22 ] |

## Ekstern henvisning og kilde
- Abelprisens hjemmeside